# Club Sport Alianza Pisco
Alianza Pisco es un club de fútbol peruano de la ciudad de Pisco, Departamento de Ica. Fue fundado en 1923 y participa en la Copa Perú. Su mejor campaña en ese torneo fue en la edición 2023 donde llegó hasta la Etapa Nacional.

## Historia
Alianza Pisco fue fundado el 26 de enero de 1923 en el barrio La Alameda de la ciudad de Pisco.
En la Copa Perú 2006 clasificó por primera vez a una Etapa Regional luego de ser subcampeón departamental detrás de Sport Victoria. Formó parte de la Región V donde fue eliminado al terminar en tercer lugar detrás de Victoria y Sport Huamanga que obtuvieron los cupos a la Etapa Nacional.  Al año siguiente llegó hasta las semifinales de la Etapa Departamental siendo eliminado por Juventud Miraflores.
En el 2009 logró el título provincial de Pisco luego de vencer en la final a Hungaritos por 5-2. En la Etapa Departamental superó en primera fase a Juventud Guadalupe pero fue eliminado en cuartos de final por Defensor Mayta Cápac en definición por penales.
Tras eliminar en la semifinal departamental a Unión La Calera, clasificó nuevamente a la Etapa Regional en la Copa Perú 2011 siendo subcampeón departamental luego de perder en la final con Defensor Zarumilla. Participó en el grupo A de la Región V donde fue eliminado al terminar en segundo lugar detrás de Sport Victoria.
En 2012 empezó su participación desde la Etapa Departamental donde llegó a semifinales siendo eliminado por Mayta Cápac de Nasca.
En la Copa Perú 2023 clasificó a la Etapa Nacional luego de ser campeón departamental de Ica derrotando al Deportivo Lolo Fernández en la final. Luego de quedar entre los mejores 32 en la fase regular de la Etapa Nacional, quedó eliminado en los dieciseisavos de final por Diablos Rojos de Huancavelica en definición por penales.
En 2024 llegó hasta la Etapa Departamental de Ica donde fue eliminado en primera fase por Juventud Santo Domingo de Nasca luego de empatar 0-0 como local y perder 3-2 como visitante.

## Estadio
El club juega de local en el estadio Teobaldo Pinillos Olaechea de Pisco que tiene capacidad para 3.000 espectadores aproximadamente y su propietario es la Municipalidad Provincial de Pisco.

## Entrenador
- Jesús Torrealva (2009)
- Edwin Pérez (2023)
- Freddy Torrealva (2024)
- Renzo Benavides (2024)
- Edson Gamboa (2025 - )

## Palmarés

### Torneos Regionales
| Competición regional            | Títulos                                               | Subcampeonatos          |
| ------------------------------- | ----------------------------------------------------- | ----------------------- |
| Liga Departamental de Ica (2/2) | 2023, 2025                                            | 2006, 2011.             |
| Liga Provincial de Pisco (5/2)  | 2005, 2007, 2009, 2011, 2023.                         | 2024, 2025.             |
| Liga Distrital de Pisco (9/4)   | 1986, 1987, 1988, 1995, 2006, 2017, 2022, 2024, 2025. | 2009, 2011, 2014, 2023. |